# Intel 80188
Intel 80188 (i188) — 16-бітний мікропроцесор, випущений компанією Intel в 1982 році, варіант мікропроцесора Intel 80186 з 8-бітною зовнішньою шиною даних.

## Опис

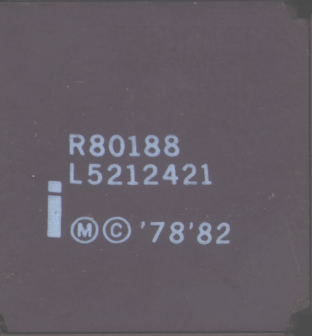
Приклад маркування

Причини випуску процесора Intel 80188 були такими ж, як і при випуску його попередника, мікропроцесора Intel 8088, — можливість використання новітніх технологій, в особі Intel 80186 при цьому використовуючи дешеві 8-бітові мікросхеми підтримки. З огляду на те, що процесор був побудований на основі Intel 80186, він володів усіма його перевагами і недоліками, тому що внутрішня архітектура не піддалася змінам, і відповідала архітектурі мікропроцесора Intel 80186.
Як і всі попередні процесори сімейства x86, даний мікропроцесор мав 14 16-розрядних регістрів: 4 регістра загального призначення (AX, BX, CX, DX), 2 індексних регістра (SI, DI), 2 вказівних (BP, SP), 4 сегментних регістра (CS, SS, DS, ES), програмний лічильник або покажчик команди (IP) і регістр прапорів (FLAGS, включає в себе 9 прапорів). При цьому регістри даних (AX, BX, CX, DX) допускали адресацію не тільки цілих регістрів, але і їх молодшої половини (регістри AL, BL, CL, DL) та старшої половини (регістри AH, BH, CH, DH), що дозволяло використовувати не тільки нове 16-розрядне ПЗ, але зберігало сумісність і зі старими програмами.
Процесор Intel 80188 був випущений в тих же модифікаціях, що і процесор Intel 80186 — 80188, 80C188, 80C188XL, 80C188EA, 80C188EB і 80C188EC. Процесор Intel 80188 використовував однакове з процесором Intel 80186 маркування, де перша буква позначала тип корпусу.

## Типи корпусів
| Процесор | Кількість виводів | Тип корпусу | Ідентифікатор | Приклад позначення        |
| -------- | ----------------- | ----------- | ------------- | ------------------------- |
| 80186    | 68                | LCC         | R або С       | Intel C80188 Intel R80188 |
| 80186    | 68                | PLCC        | N             | Intel N80188              |
| 80186    | 68                | PGA         | A             | Intel A80188              |
| 80C186   | 68                | LCC         | R             | Intel R80C188             |
| 80C186   | 68                | PLCC        | N             | Intel N80C188             |
| 80C186   | 68                | PGA         | A             | Intel A80C188             |
| 80C186   | 80                | QFP(EIAJ)   | S             | Intel S80C188             |
| 80C186XL | 68                | LCC         | R             | Intel R80C188XL           |
| 80C186XL | 68                | PLCC        | N             | Intel N80C188XL           |
| 80C186XL | 68                | PGA         | A             | Intel A80C188XL           |
| 80C186XL | 80                | QFP(EIAJ)   | S             | Intel S80C188XL           |
| 80C186XL | 80                | SQFP        | SB            | Intel SB80C188XL          |
| 80C186EA | 68                | PLCC        | N             | Intel N80C188EA           |
| 80C186EA | 80                | QFP(EIAJ)   | S             | Intel S80C188EA           |
| 80C186EA | 80                | SQFP        | SB            | Intel SB80C188EA          |
| 80C186EB | 84                | PLCC        | N             | Intel N80C188EB           |
| 80C186EB | 80                | QFP(EIAJ)   | S             | Intel S80C188EB           |
| 80C186EB | 80                | SQFP        | SB            | Intel SB80C188EB          |
| 80C186EC | 100               | PQFP        | KU            | Intel KU80C188EC          |
| 80C186EC | 100               | QFP         | S             | Intel S80C188EC           |
| 80C186EC | 100               | SQFP        | SB            | Intel SB80C188EC          |

Примітка. 1. Процесори з маркуванням типу TN80xxx мають корпус типу PLCC, літера «T» позначає розширений тепловий діапазон (від −40 °C до +85 °C).

## Технічні характеристики
- Дата анонсу: 1982
- Тактова частота (МГц) *: 6 **, 8, 10, 12, 13, 16, 20
- Розрядність регістрів: 16 біт
- Розрядність шини даних: 8 біт
- Розрядність шини адреси: 20 біт
- Обсяг адресується пам'яті: 1 Мбайт
- Кількість транзисторів:?
- Техпроцес (нм):?
- Площа кристала (кв. мм):?
- Напруга живлення: 2,9 ~ 3,3 В
- Роз'єм: мікросхема припаювалась до плати
- Корпус: див. таблицю вище

(*) Примітка 1: можливо існували моделі і з іншими частотами. (**) Примітка 2: перші моделі.